# Andain
Andain ist ein Musikprojekt aus San Francisco, bestehend aus Produzent Josh Gabriel (* 1968) und der Sängerin Mavie Marcos (* 1978). Ihr Stil umfasst die Bereiche Trance und Progressive House.

## Bandgeschichte
Die Musikgruppe Andain wurde 2001 gegründet und umfasste ursprünglich noch den Gitarristen David Penner. 2002 erschien ihre erste Debütsingle „Summer Calling“ auf dem Label Black Hole Recordings. Die Single wurde unter anderem von Airwave und DJ Tomcraft geremixt.
Der bis heute erfolgreichste Track von Andain ist aber die 2003 ebenfalls auf Black Hole Recordings erschienene Single „Beautiful Things“. Auch von dieser Single wurden zahlreiche Remixe produziert, unter anderem von Cor Fijneman und 2010 von Roger Shah, Pedro del Mar und Jorn van Deynhoven. Die Single war 2004 bei den International Dance Music Awards an der Winter Music Conference in der Kategorie Bester Progressive/Trance-Track nominiert. Ausgezeichnet wurde schließlich „As The Rush Comes“ von Motorcycle, das ebenfalls von Josh Gabriel mitproduziert wurde. Die Gruppe war zudem noch in der Kategorie Best New Dance Group nominiert.
2004 veröffentlichte das Trio noch die Songs „You Once Told Me“ sowie das Depeche-Mode-Cover „Here is the House“, das auf Gabriel & Dresdens Album Bloom erschien. Danach wurde das Musikprojekt zeitweise ausgesetzt, aufgrund anderer Verpflichtungen von Josh Gabriel.
Seit 2007 arbeitete die Gruppe (nun nur noch bestehend aus Josh Gabriel und Mavie Marcos) an ihrem Debütalbum, das im September 2012 erschien. Als erste Single des Albums wurde im Juni 2011 „Promises“ veröffentlicht, es folgten „Much Too Much“ und „Turn Up The Sound“. Die Single "Promises" wurde bei den International Dance Music Awards 2012 in den Kategorien Best Trance Track und Best Chillout/Lounge Track nominiert.

## Diskografie

### Alben
- 2012: You Once Told Me

### Singles
- 2002: Summer Calling
- 2003: Beautiful Things
- 2011: Promises
- 2012: Much Too Much
- 2012: Turn Up the Sound
- 2013: What It’s Like